# دودمان خیمنا
خاندان خیمنز (انگلیسی: Jiménez dynasty) که «بانو آبارکا» نیز خوانده می‌شدند. یکی از خاندان‌های سلطنتی در قرن‌های ۱۰ تا ۱۳ میلادی بودند.